# أولاد يحيى (عوينة لهنا)
أولاد يحيى هي إحدى مشيخات المملكة المغربية، تتبع جغرافيا لإقليم آسا الزاك وإداريًا لعوينة لهنا. يقدر عدد سكانها بـ 29026 نسمة حسب الإحصاء الرسمي للسكان والسكنى لسنة 2004.